# Gulskogen
Gulskogen er en bydel i Drammen (Buskerud) med 3.856 indbyggere (2005). Den har sit navn fra Gulskogen gård.
59°44′38″N 10°09′40″Ø / 59.7437857°N 10.16100637°Ø